# Leopold III. Belgický
Leopold III. (3. listopadu 1901, Brusel – 25. září 1983, Woluwe-Saint-Lambert), celým jménem Leopold Filip Karel Albert Meinrad Hubert Maria Miguel (Leopold Philippe Charles Albert Meinrad Hubertus Marie Miguel) vládl jako král belgický v letech 1934–1951, kdy musel abdikovat ve prospěch svého syna, následníka trůnu Baudouina. Pocházel z německého šlechtického rodu knížecího domu Sasko-Koburského a Gothajského.

## Biografie
Leopold se narodil v Bruselu jako princ Leopold Belgický. Byl nejstarším synem Alberta I. Belgického a princezny Alžběty Gabriely Bavorské.
Korunní princ Leopold táhl jako prostý voják s 12. belgickým regimentem do bojů I. světové války. Po válce vystudoval St. Anthony Seminar v Santa Barbaře v Kalifornii. Nastoupil na belgický trůn po svém otci Albertu I. 23. února 1934.
Za II. světové války se belgická armáda postavila na odpor nacistické invazi, ale německá vojska měla velkou převahu. I přes hrozící brzkou porážku odmítl král Leopold opustit zemi se členy belgické vlády, což způsobilo mezi ním a vládou rozkol. Následně se 27. května 1940 vzdal Němcům. Protože odmítal spolupráci s nacisty, zřídili Němci v Belgii vojenskou vládu a Leopolda III. drželi v domácím vězení v královském paláci v Bruselu. Odtud ho roku 1944 i s rodinou převezli do Německa, kde byl držen nejprve na saském hradu Hirschstein a posléze v rakouském Stroblu.
Královská rodina byla počátkem května 1945 osvobozena americkými vojáky, návrat do Belgie jim však nebyl umožněn. Exilová vláda vinila krále z kolaborace s nacisty, z níž byl roku 1946 sice očištěn, ale v zemi i nadále panovaly spory ohledně jeho opětovného návratu do vlasti. Leopold III. žil až do roku 1950 s rodinou v exilu v Ženevě, zatímco Belgii spravoval coby regent jeho mladší bratr princ Karel. Po návratu do Belgie Leopold abdikoval ve prospěch svého syna Bauduina, který se stal belgickým králem 16. července 1951.
Po své abdikaci byl Leopold až do Bauduinova sňatku roku 1960 synovým poradcem. Poté se věnoval svým koníčkům – sociální antropologii a etymologii, přičemž hodně cestoval po světě. Zemřel roku 1983 v belgickém Woluwe-Saint-Lambert.

## Rodina
Dne 4. listopadu 1926 se tehdy ještě belgický následník trůnu Leopold oženil ve Stockholmu s princeznou Astrid (1905–1935), vnučkou švédského a norského krále Oskara II., dcerou prince Karla, vévody Westrogothského (1861–1951) a jeho ženy, dánské princezny Ingeborg (1878–1958). Astrid tragicky zahynula 29. srpna 1935 při autohavárii poblíž Lucernského jezera ve Švýcarsku. Z jejich svazku vzešly tři děti:
- Josefína Šarlota Belgická (11. října 1927 – 10. ledna 2005), princezna belgická ⚭ 1953 velkovévoda Jan Lucemburský (5. ledna 1921 – 23. dubna 2019)
- Baudouin I. (7. září 1930 – 31. července 1993), belgický král v letech 1951–1993 ⚭ 1960 Fabiola Belgická (11. června 1928 – 5. prosince 2014)
- Albert II. (* 6. června 1934), belgický král v letech 1993–2013 ⚭ 1959 Paola Belgická (* 11. září 1937)

Během svého domácího vězení v nacisty okupovaném Bruselu se Leopold III. oženil s Mary Lilian Baelsovou (1916–2002), dcerou guvernéra Západních Flander Henriho Louise Baelse (1878–1951) a jeho ženy Anne Marie de Visscher. Církevní sňatek se odehrál 11. září 1941, občanský až 6. prosince 1941. Lilian se po sňatku nestala královnou, ale pouze princeznou belgickou s titulem princezny de Réthy. Z jejich svazku vzešly tři děti:
- Alexandr (18. července 1942 – 29. listopadu 2009), princ belgický ⚭ 1991 Léa Inga Dora Wolmanová (* 2. prosince 1951)
- Marie-Christina (* 6. února 1951), princezna belgická ⚭ 1981 Paul Drucker (rozvod 1985), ⚭ 1989 Jean Paul Gourges
- Marie-Esméralda (* 30. září 1956), princezna belgická ⚭ 1998 Salvador Enrique Moncada (* 3. prosince 1944)

## Tituly a vyznamenání
- 3. listopad 1901 – 23. prosinec 1909: Jeho královská Výsost princ Leopold Belgický, princ sasko-kobursko-gothajský, vévoda saský
- 23. prosinec 1909 – 1921: Jeho královská Výsost Leopold vévoda brabantský, princ belgický, princ sasko-kobursko-gothajský, vévoda saský
- 1921 – 17. únor 1934: Jeho královská Výsost Leopold vévoda brabantský, princ belgický
- 17. únor 1934 – 16. červenec 1951: Jeho Veličenstvo Leopold, král Belgičanů, suverén Konga
- 16. červenec 1951 – 25. září 1983: Jeho Veličenstvo král Leopold III. Belgický

## Vývod z předků
|                       |                                              |  |                        |                                             |  |  |  |  |  |  |  | František Sasko-Kobursko-Saalfeldský |
|                       |                                              |  |                        |                                             |  |  |  |  |  |  |  |                                      |
|                       | Leopold I. Belgický                          |  |                        |                                             |  |  |  |  |  |  |  |                                      |
|                       |                                              |  |                        |                                             |  |  |  |  |  |  |  |                                      |
|                       |                                              |  |                        | Augusta Reussová z Ebersdorfu               |  |  |  |  |  |  |  |                                      |
|                       |                                              |  |                        |                                             |  |  |  |  |  |  |  |                                      |
|                       | Filip Belgický                               |  |                        |                                             |  |  |  |  |  |  |  |                                      |
|                       |                                              |  |                        |                                             |  |  |  |  |  |  |  |                                      |
|                       |                                              |  |                        | Ludvík Filip Francouzský                    |  |  |  |  |  |  |  |                                      |
|                       |                                              |  |                        |                                             |  |  |  |  |  |  |  |                                      |
|                       | Luisa Orleánská                              |  |                        |                                             |  |  |  |  |  |  |  |                                      |
|                       |                                              |  |                        |                                             |  |  |  |  |  |  |  |                                      |
|                       |                                              |  |                        | Marie Amálie Neapolsko-Sicilská             |  |  |  |  |  |  |  |                                      |
|                       |                                              |  |                        |                                             |  |  |  |  |  |  |  |                                      |
|                       | Albert I. Belgický                           |  |                        |                                             |  |  |  |  |  |  |  |                                      |
|                       |                                              |  |                        |                                             |  |  |  |  |  |  |  |                                      |
|                       |                                              |  |                        | Karel Hohenzollernsko-Sigmaringenský        |  |  |  |  |  |  |  |                                      |
|                       |                                              |  |                        |                                             |  |  |  |  |  |  |  |                                      |
|                       | Karel Antonín Hohenzollernsko-Sigmaringenský |  |                        |                                             |  |  |  |  |  |  |  |                                      |
|                       |                                              |  |                        |                                             |  |  |  |  |  |  |  |                                      |
|                       |                                              |  |                        | Marie Antoinette Muratová                   |  |  |  |  |  |  |  |                                      |
|                       |                                              |  |                        |                                             |  |  |  |  |  |  |  |                                      |
|                       | Marie Luisa Hohenzollernská                  |  |                        |                                             |  |  |  |  |  |  |  |                                      |
|                       |                                              |  |                        |                                             |  |  |  |  |  |  |  |                                      |
|                       |                                              |  |                        | Karel Ludvík Fridrich Bádenský              |  |  |  |  |  |  |  |                                      |
|                       |                                              |  |                        |                                             |  |  |  |  |  |  |  |                                      |
|                       | Josefína Bádenská                            |  |                        |                                             |  |  |  |  |  |  |  |                                      |
|                       |                                              |  |                        |                                             |  |  |  |  |  |  |  |                                      |
|                       |                                              |  |                        | Stéphanie de Beauharnaisová                 |  |  |  |  |  |  |  |                                      |
|                       |                                              |  |                        |                                             |  |  |  |  |  |  |  |                                      |
| Leopold III. Belgický |                                              |  |                        |                                             |  |  |  |  |  |  |  |                                      |
|                       |                                              |  |                        |                                             |  |  |  |  |  |  |  |                                      |
|                       |                                              |  | Pius Augustus Bavorský |                                             |  |  |  |  |  |  |  |                                      |
|                       |                                              |  |                        |                                             |  |  |  |  |  |  |  |                                      |
|                       | Maxmilián Josef Bavorský                     |  |                        |                                             |  |  |  |  |  |  |  |                                      |
|                       |                                              |  |                        |                                             |  |  |  |  |  |  |  |                                      |
|                       |                                              |  |                        | Amálie Luisa Arenberková                    |  |  |  |  |  |  |  |                                      |
|                       |                                              |  |                        |                                             |  |  |  |  |  |  |  |                                      |
|                       | Karel Teodor Bavorský                        |  |                        |                                             |  |  |  |  |  |  |  |                                      |
|                       |                                              |  |                        |                                             |  |  |  |  |  |  |  |                                      |
|                       |                                              |  |                        | Maxmilián I. Josef Bavorský                 |  |  |  |  |  |  |  |                                      |
|                       |                                              |  |                        |                                             |  |  |  |  |  |  |  |                                      |
|                       | Ludovika Bavorská                            |  |                        |                                             |  |  |  |  |  |  |  |                                      |
|                       |                                              |  |                        |                                             |  |  |  |  |  |  |  |                                      |
|                       |                                              |  |                        | Karolína Frederika Vilemína Bádenská        |  |  |  |  |  |  |  |                                      |
|                       |                                              |  |                        |                                             |  |  |  |  |  |  |  |                                      |
|                       | Alžběta Gabriela Bavorská                    |  |                        |                                             |  |  |  |  |  |  |  |                                      |
|                       |                                              |  |                        |                                             |  |  |  |  |  |  |  |                                      |
|                       |                                              |  |                        | Jan VI. Portugalský                         |  |  |  |  |  |  |  |                                      |
|                       |                                              |  |                        |                                             |  |  |  |  |  |  |  |                                      |
|                       | Michal I. Portugalský                        |  |                        |                                             |  |  |  |  |  |  |  |                                      |
|                       |                                              |  |                        |                                             |  |  |  |  |  |  |  |                                      |
|                       |                                              |  |                        | Šarlota Joaquina Španělská                  |  |  |  |  |  |  |  |                                      |
|                       |                                              |  |                        |                                             |  |  |  |  |  |  |  |                                      |
|                       | Marie Josefa Portugalská                     |  |                        |                                             |  |  |  |  |  |  |  |                                      |
|                       |                                              |  |                        |                                             |  |  |  |  |  |  |  |                                      |
|                       |                                              |  |                        | Konstantin z Löwenstein-Wertheim-Rosenbergu |  |  |  |  |  |  |  |                                      |
|                       |                                              |  |                        |                                             |  |  |  |  |  |  |  |                                      |
|                       | Adelaida z Löwenstein-Wertheim-Rosenbergu    |  |                        |                                             |  |  |  |  |  |  |  |                                      |
|                       |                                              |  |                        |                                             |  |  |  |  |  |  |  |                                      |
|                       |                                              |  |                        | Anežka Hohenlohe-Langenburská               |  |  |  |  |  |  |  |                                      |
|                       |                                              |  |                        |                                             |  |  |  |  |  |  |  |                                      |